# Marian Thayer
Marian Thayer (9 de novembro de 1872 – 14 de abril de 1944) foi a esposa de John B. Thayer, diretor e vice-presidente dos Caminhos-de-Ferro da Pensilvânia, e mãe de John Borland "Jack" Thayer III. Os três, e sua empregada Margaret Fleming foram passageiros do RMS Titanic em 1912. Marian, Jack e Margaret sobreviveram à tragédia, mas John II pereceu no desastre.

## Início da vida

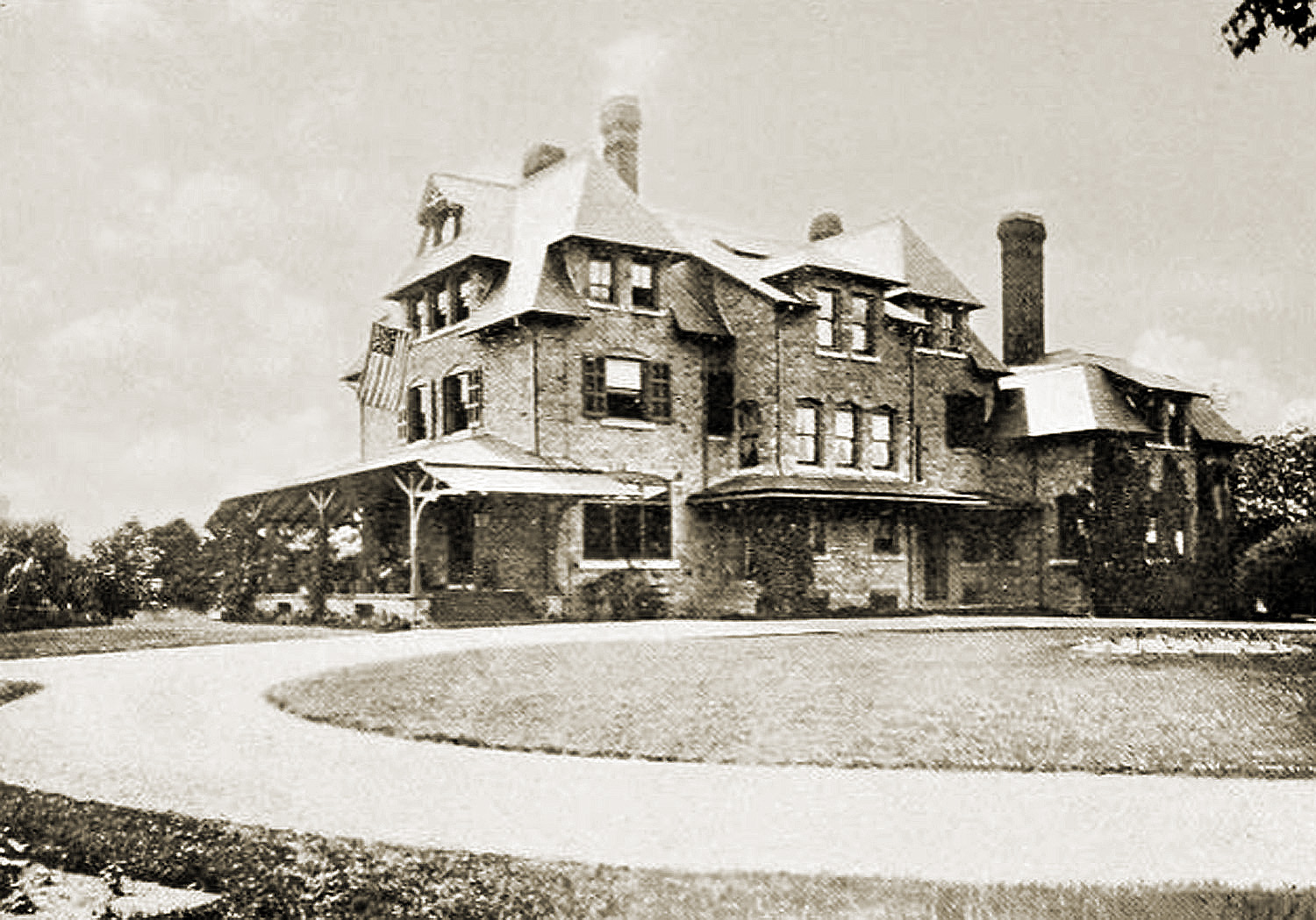
A casa no Dundale Estate, onde Marian passou grande parte de sua infância.

Marian Longstreth Morris nasceu em 1872, na Pensilvânia. Seu pai era Frederick Wistar Morris, e sua mãe Elizabeth Flower Paul. Marian era uma das sete crianças, três meninos e quatro meninas.
Seu pai, Frederick, fazia parte da empresa da família Morris, Morris Wheeler and Co., uma próspera empresa de ferro e aço. Seu avô, Israel Morris II, dono da empresa, comprou a Dundale Estate em Villanova, Pensilvânia. Sobre esta propriedade, ele construiu numerosas casas grandes para seus filhos, uma das quais era para Frederick (mostrado à esquerda). Foi nesta casa que Marian passou grande parte de sua infância.
Em 1892, aos 20 anos, Marian casou-se com John B. Thayer, que na época era funcionário de uma administração ferroviária. Ao longo dos anos, John foi sendo promovido progressivamente, na qual acabou se tornando vice-presidente da Pennsylvania Railroad.
O casal teve quatro filhos, incluindo Jack Thayer (1894-1945). Ele foi o único dos filhos de Marian e John a viajar com eles no Titanic.
A família morava em Haverford em uma casa grande chamada Redwood. O Censo Federal mostrou que em 1910, Margaret Fleming trabalhava para a família Thayer como empregada. Ela viajou com John, Marian e Jack em 1912 à Europa, voltando com eles no Titanic.

## A bordo doTitanic

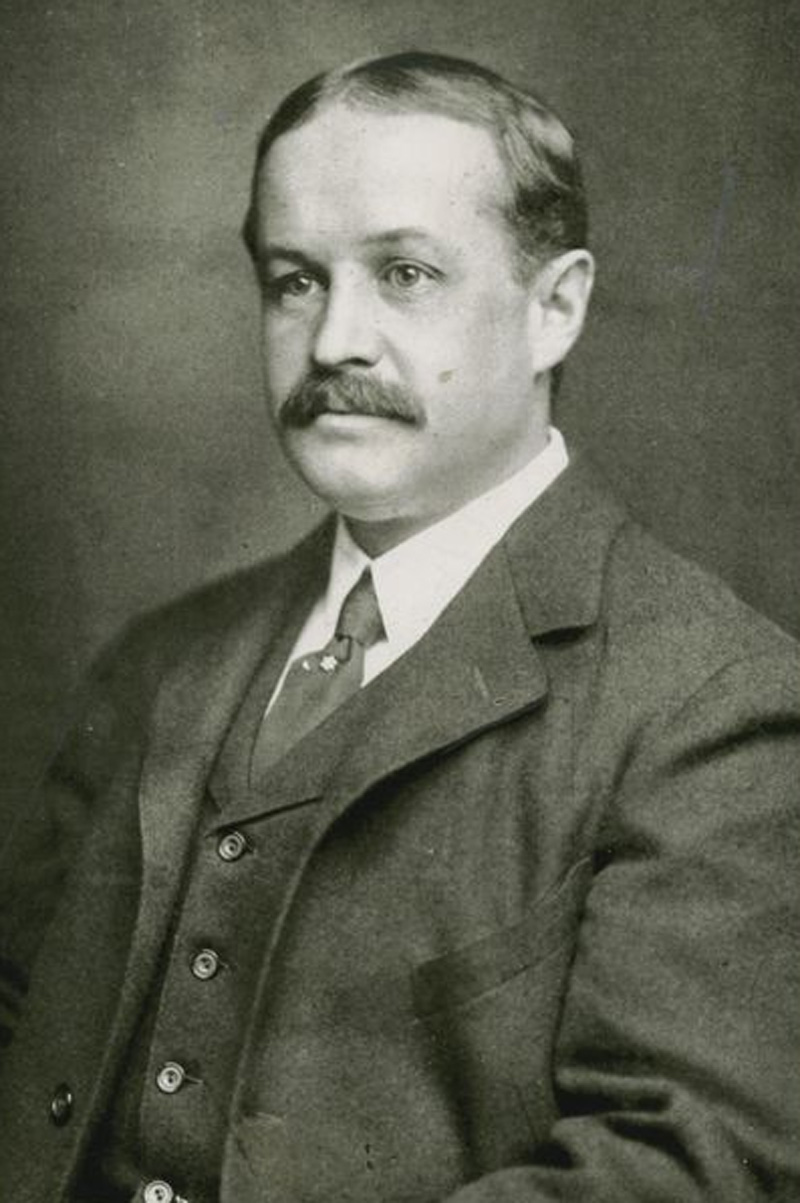
John Borland Thayer, marido de Marian, que morreu no naufrágio do RMS Titanic.

A família e sua empregada embarcaram no Titanic em Cherbourg e ocuparam as cabines adjacentes C68 e C70. Na tarde de domingo antes do naufrágio, Marian e sua amiga Emily Ryerson foram para um passeio no convés e encontraram o presidente da White Star Line, Bruce Ismay. Segundo Ryerson, Ismay mostrou-lhes um telegrama dizendo que havia icebergs na área.

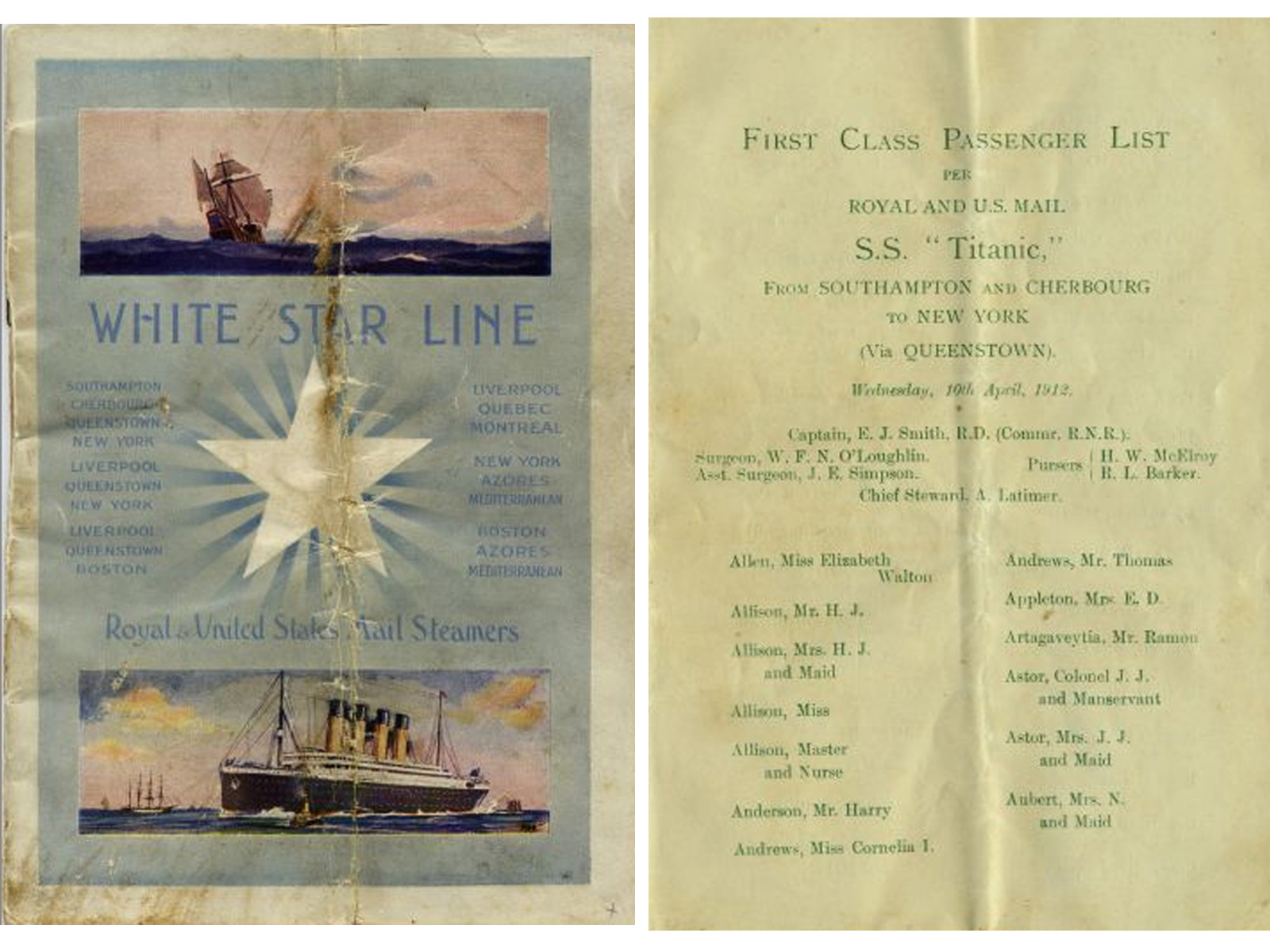
O folheto do Titanic que Marian carregava com ela no bolso de seu sobretudo após deixar o Titanic.

Depois que o Titanic atingiu o iceberg, Marian e sua empregada foram levadas para o bote salva-vidas Nº 4, onde se juntaram a outras mulheres, como Madeleine Astor, Lucile Carter e Emily Ryerson. Depois que o bote salva-vidas se afastou do Titanic, Marian deu sua própria versão do que aconteceu da seguinte maneira:
"A parte posterior do navio então se elevou no ar, com a popa para cima, até assumir uma posição quase vertical. Parecia permanecer parado nesta posição por alguns segundos (talvez vinte), então de repente mergulhou diretamente para fora de vista. Era 2:20 da manhã quando o Titanic desapareceu, de acordo com um relógio de pulso usado por um dos passageiros do meu barco.
"Nós retornamos ao local onde o navio tinha afundado e, no nosso caminho, pegaram seis homens que estavam nadando - dois dos quais estavam bêbados e nos causaram muitos problemas o tempo todo. Os seis homens que pegamos foram levados ao barco pelas mulheres. Dois desses homens morreram no barco. O barco em que estávamos começou a inundar, não sei como. A água gelada esteve até o topo das minhas botas o tempo todo, e fui caminhando continuamente durante quase cinco horas. Cerca de quinze pessoas estavam de pé em um barco virado. No total, nosso barco tinha, então, sessenta e cinco ou sessenta e seis pessoas.
"O barco em que embarquei foi resgatado pelo Carpathia às 7h da manhã na segunda-feira, depois de remar três milhas até ele."
Marian, sua empregada doméstica e seu filho, Jack Thayer, sobreviveram ao naufrágio do Titanic, mas seu marido John B. Thayer afundou com o navio. Quando o Carpathia atracou, o irmão de Marian estava lá para recebê-los e levou-os de volta à sua casa em Haverford, em um trem especial que tinha sido providenciado para os sobreviventes. Sem saber, Marian ainda tinha no bolso de seu sobretudo a brochura da White Star Line sobre o Titanic, que continha informações sobre o navio e incluiu uma lista de passageiros da primeira-classe. A capa do folheto e a primeira página da lista de passageiros são mostradas à direita.

## Vida posterior
Ao contrário de muitas das viúvas do desastre do Titanic, Marian não se casou novamente, mas permaneceu em sua casa, Redwood, em Haverford. Logo após a tragédia, Marian se juntou a Madeleine Astor em um almoço para agradecer a Arthur Rostron, capitão do Carpathia, e ao Dr. Frank McGee, o cirurgião do navio, por sua ajuda em seu resgate. Depois disso, Marian convidou os dois homens para ficar alguns dias em sua casa em Haverford, onde ela, seu filho Jack e outros passageiros do Titanic expressaram sua gratidão pela ajuda.
Marian morreu em sua casa (Redwood) em 14 de abril de 1944, aos 71 anos, no 32º aniversário do naufrágio do Titanic.